# Gulp.js
Gulp.js est un toolkit JavaScript open-source créé par Fractal Innovations, et la communauté open source sur GitHub, utilisé dans le développement web front-end. 
C'est un exécuteur de tâches construit sur Node.js et npm, utilisé pour l'automatisation des tâches répétitives dans le développement web, comme la minification, concaténation, tests unitaires, optimisation, etc.